# Probefahrt
Probefahrten sind Fahrten zur Feststellung eines Schadens oder nach Beseitigung des Schadens zum Nachweis der Gebrauchsfähigkeit von Fahrzeugen.
Probefahrten werden bei Kraftfahrzeugen meist durch Mitarbeiter von Werkstätten, bei Schiffen durch die Werft durchgeführt. 
Privatpersonen führen Probefahrten vor allem vor einem Fahrzeugkauf durch. Beim Gebrauchtwagenkauf kann meist von einer Überprüfung des technischen Zustandes ausgegangen werden. Bei Neufahrzeugen handelt es sich meist um Fahrten zur Vorbereitung der Kaufentscheidung. 
Probefahrten fallen unabhängig vom Beladezustand des Fahrzeuges nicht unter die Sozialvorschriftenverordnung im Straßenverkehr.
In einigen Ländern gibt es eigene Kfz-Kennzeichen, die eine Probefahrt mit noch nicht zum Verkehr zugelassenen Fahrzeugen erlauben.

## Haftungsfragen
Bei einer Probefahrt stellt sich die Frage, wer ggf. für Schäden haftet. Bei gewerblichen Probefahrten hat die Werkstatt/Werft meist einen Versicherungsschutz. Im Privatbereich empfiehlt sich eine Vereinbarung über die Probefahrt, die auch von Automobilclubs wie dem ADAC oder Auto Club Europa empfohlen werden, um einen Haftungsausschluss oder eine Begrenzung auf Vorsatz und grobe Fahrlässigkeit zu regeln.